# Revista Española de Cardiología
„Revista Española de Cardiología” – czasopismo naukowe poświęcone sprawom kardiologii. Nazwa jest często skracana do „Rev. Esp. Cardiol”. Czasopismo to jest wydawane przez wydawnictwo Elsevier i publikowane co miesiąc. Pierwszy numer ukazał się w 1947.